# 1982 în literatură
- 1981 în literatură — 1982 în literatură — 1983 în literatură

Anul 1982 în literatură a implicat o serie de evenimente și cărți noi semnificative.

## Cărți noi
- Isabel Allende - La casa de los espíritus
- Isaac Asimov - Foundation's Edge
- Jean M. Auel - The Valley of Horses
- Lynne Reid Banks - The Indian in the Cupboard
- Michael Bishop - Blooded on Arachne
- William Boyd - An Ice-Cream War
- Arthur C. Clarke - 2010: Odyssey Two
- Bernard Cornwell - Sharpe's Company
- Aileen Crawley - The Bride of Suleiman
- Roald Dahl - The BFG
- L. Sprague de Camp - The Virgin of Zesh & The Tower of Zanid
- L. Sprague de Camp și Lin Carter - Conan Barbarul
- August Derleth - The Solar Pons Omnibus
- Ken Follett - The Man from St. Petersburg
- John Gardner - For Special Services
- Graham Greene - Monsignor Quixote
- Gwenyth Hood - The Coming of the Demons
- Kazuo Ishiguro - A Pale View of Hills
- John Jakes - North and South
- Thomas Keneally - Schindler's Ark
- David Kesterton - The Darkling
- Stephen King - Different Seasons, Pet Sematary și The Running Man
- W.P. Kinsella - Shoeless Joe
- Judith Krantz - Mistral's Daughter
- Morgan Llywelyn - The Horse Goddess
- Robert Ludlum - The Parsifal Mosaic
- Colleen McCullough - An Indecent Obsession
- Russell McCormmach - Night Thoughts of a Classical Physicist
- George R. R. Martin - Fevre Dream
- James Merrill - The Changing Light at Sandover
- James A. Michener - Space
- Timothy Mo - Sour Sweet
- Harry Mulisch - The Assault
- Chris Mullin - A Very British Coup
- Sidney Sheldon - Master of the Game
- Elizabeth Smart - The Assumption of the Rogues and Rascals
- Danielle Steel - Crossings
- Alice Walker - The Color Purple
- Connie Willis și Cynthia Felice - Water Witch
- Gene Wolfe - The Citadel of the Autarch
- Roger Zelazny - Eye of Cat și Dilvish, the Damned

## Premii
- Premiul Nobel pentru Literatură — Gabriel García Márquez
- Norvegia - Premiul pentru literatură al Colecției Lingvistice — Dag Solstad